# Gustav Sjöström

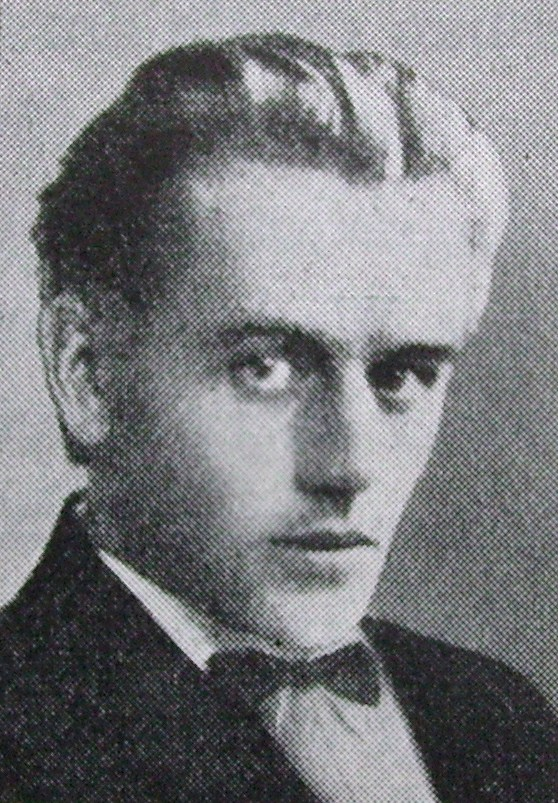
Gustav Sjöström

Gustav Sjöström, född 20 mars 1883 i Lund, död 25 december 1967 i Göteborg, var en svensk bokbindare, syndikalist, agitator och redaktör.
Gustav Sjöström föddes i Lund, där han utbildade sig till bokbindare. Han blev medlem och en av de drivande i den så kallade Lunda-kommittén, vilken år 1910 förberedde bildandet av Sveriges Arbetares Centralorganisation (SAC). Han var samtida och kamrat med Anton Nilson. 1917 under de så kallade Junikravallerna, höll han ett berömt tal på Stortorget i Malmö.  Arbetarrådsrörelsen och dess centralråd i Sverige 1917-1918 kom till stånd utifrån en idé av Sjöström.
Inom Ungsocialistiska förbundet och SAC verkade han sedan på flera olika platser, i Lund bland annat på Café Framtiden som låg på Skomakaregatan 1. Under en period av sex år var han redaktör för tidningen Syndikalisten. Han redigerade även Dalarnas Arbetarblad samt innehade posten som kassör i SAC en tid och skrev artiklar i tidningen Brand fram till mitten av 1960-talet.
Gustav Sjöström var även en aktiv organisatör, skriftställare och talare. Hyresgästfrågor intresserade honom mycket, och han var engagerad inom hyresgäströrelsen i Gamlestaden i Göteborg.